# Statistica di Durbin-Watson
La statistica di Durbin-Watson è un test statistico utilizzato per rilevare la presenza di autocorrelazione dei residui in un'analisi di regressione. Prende il suo nome da James Durbin e Geoffrey Watson.

## Statistica di Durbin-Watson
Si consideri un modello di regressione lineare:
{\displaystyle y_{t}=\alpha +x_{t}'\beta +\varepsilon _{t}}
Se et è il residuo associato all'osservazione nel periodo t la statistica test è:
{\displaystyle d={\sum _{t=2}^{T}(e_{t}-e_{t-1})^{2} \over {\sum _{t=1}^{T}e_{t}^{2}}}}
Il valore della statistica di Durbin-Watson è sempre compreso tra 0 e 4.
Un valore di 2 indica che non appare presente alcuna autocorrelazione. Valori piccoli di d indicano che i residui successivi sono, in media, vicini in valore l'uno all'altro, o correlati positivamente. Valori grandi di d indicano che i residui successivi sono, in media, molto differenti in valore l'uno dall'altro, o correlati negativamente.
La distribuzione teorica della statistica di Durbin-Watson non è nota; tuttavia gli stessi Durbin e Watson hanno tabulato, con un esercizio di simulazione condotto col metodo Monte Carlo, i valori critici della statistica. Per verificare la presenza di autocorrelazione positiva al livello di significatività α, la statistica test d viene confrontata con dei valori critici inferiori e superiori (dL,α and dU,α):
- Se d < dL,α si ha una prova statistica di autocorrelazione positiva degli errori.
- Se d > dU,α, si ha una prova statistica di non autocorrelazione positiva degli errori.
- Se dL,α < d < dU,α il test non è conclusivo.

Per verificare la presenza di autocorrelazione negativa al livello di significatività α, la statistica test d viene confrontata con dei valori critici inferiori e superiori (dL,α and dU,α):
- Se (4 − d) < dL,α si ha una prova statistica di autocorrelazione negativa degli errori.
- Se (4 - d) > dU,α, si ha una prova statistica di non autocorrelazione negativa degli errori.
- Se dL,α < (4 − d) < dU,α il test non è conclusivo.

I valori critici dL,α e dU,α variano secondo il livello di significatività (α), secondo il numero di osservazioni e il numero di predittori nell'equazione di regressione e vengono generalmente ottenuti da apposite tavole.

## Statistica di Durbin-Watson per modelli per dati panel
In presenza di un panel di dati (ossia di osservazioni di N unità statistiche per T periodi), è possibile generalizzare la statistica di Durbin-Watson al fine di verificare l'ipotesi di autocorrelazione nei residui di un modello di regressione:
{\displaystyle y_{it}=x_{it}'\beta +\varepsilon _{it}}
In questo caso, l'espressione per la statistica test è:
{\displaystyle d_{\mathrm {pd} }={\frac {\sum _{i=1}^{N}\sum _{t=2}^{T}\left(e_{it}-e_{it-1}\right)^{2}}{\sum _{i=1}^{N}\sum _{t=1}^{T}e_{it}^{2}}}}
Anche in questo caso la statistica non ha una distribuzione teorica nota, ma è tabulata sulla base dei risultati di esercizi di simulazione (si veda ad es. Bhargava et al., 1982). I valori critici della statistica dipenderanno dalla lunghezza del panel di dati (T, nel caso di un panel bilanciato, in cui cioè per ogni unità statistica sono disponibili osservazioni per uno stesso numero di periodi), del numero dei regressori del modello di regressione, nonché del numero di unità statistiche considerate (N).